# Appaloosa

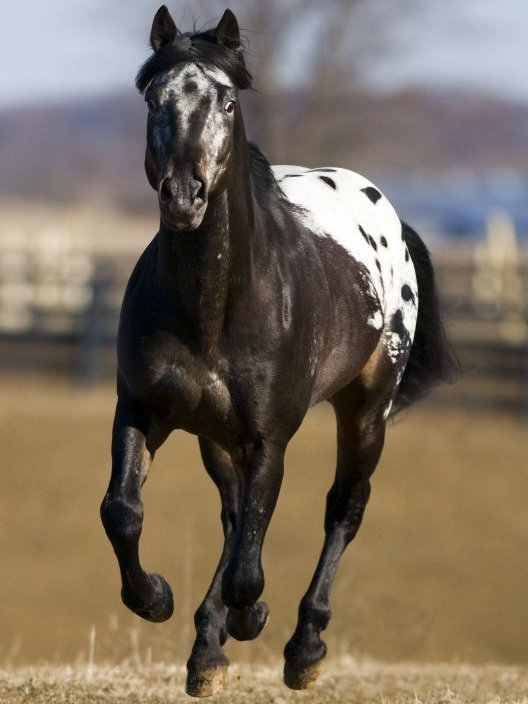
Kůň plemene Appaloosa

Appaloosa je plemeno koní vyšlechtěné v Severní Americe, původem ze Španělska. Patří mezi teplokrevníky.

## Historie
Appaloosa je stejně jako mustang potomkem koní, dovezených do Ameriky Španěly v 16. století. Plemeno vzniklo díky indiánům z kmene Nez-Percé, kteří jako první indiánský kmen zahájili jejich chov již v 16. století a v 18. století již měli stáda prvotřídních koní. Tento kmen žil na území severovýchodního Oregonu, jihovýchodního Washingtonu a Idahu, u nevelké řeky Palouse. Od názvu řeky dostalo plemeno i pojmenování, jelikož během zahánění indiánských kmenů museli Nez-Percé řeku překonal – několik stovek koní ale silný proud strhl a utonuli. Po zahnání Indiánů do rezervace tito omezili chov koní a až v roce 1938 ho před zánikem díky atraktivnímu zbarvení zachránila skupina nadšenců u městečka Moscow.

## Konstituce
Typickým znakem těchto koní jsou výrazné oči s dobře viditelným bělmem kolem duhovky. Měří 144–157 cm. Plemeno je známé svou tvrdostí, ovladatelností a učenlivostí. Jinak má appaloosa ještě spoustu dalších znaků, které jsou většinou dědičné(řídká chumáčovitá hříva a ohon, kůže zejména na chřípí jemně tečkovaná, kopyta svisle černě a bíle pruhovaná. Indiáni své koně nekovali. Délka krku je přiměřená k tělu. Kohoutek je výrazný, šikmá plec podmiňuje dlouhý, lehký a pružný krok.
Tak jako u nejlepších honáckých koní je i tělo appaloosy kompaktní, hluboké a s dobře klenutými žebry.Nohy jsou pohodlně korektní a silné. Žíně hřívy a ohonu tvoří obyčejně prameny a jsou jemné a řídké. Tomuto rysu se dávala přednost, protože nevázne při pohybu v křovinách tak, jako hustý ohon.
U tohoto plemene se rozlišuje pět základních typů zbarvení:
- leopard – Převážně bílé zbarvení s tmavými velcovitými skvrnami po celém těle.
- snowflake – Tmavé zbarvení s bílými fleky rozsetými po těle, nejhustěli na zádi.
- blanket – Tmavé zbarvení, kdy kříž a záď jsou buď bílé nebo skvrnité.
- marbleized – Drobné pestré skvrnky po celém těle.
- frost – Má drobné bílé skvrnky rozseté po celém těle.

Ideálně jsou tito koně hnědí s bílým flekatým zadkem.

## Využití
Patří do skupiny orientálních koní arabského typu. Původně to byl kůň jezdecký, nyní je velmi všestranný, zvládá skoky, ale i drezuru. Je to vhodné plemeno pro dobytkářství i pro děti, protože tito koníci jsou hodní a dobromyslní.

## Appaloosa v Evropě
Zatímco v USA je plemeno rozšířené a uznávané, v Evropě uznávaný nebývá. Zde je povolena vyšší postava, dbá se na původní nekřížené znaky a díky zajímavému zbarvení se využívá jak pro westernové ježdění, tak pro reprezentaci